# Dysphoria
Dysphoria — український дезкор гурт заснований 2010 року в місті Київ. На даний момент гурт випустив три повноформатних альбоми.

## Історія
Київський гурт Dysphoria був заснований 2010 року. Основна ідея гурту на момент заснування лягла в сатиричне висміювання сучасного жанру музики дезкор, в результаті чого з'явився альбом Satyriasis XXI. Але з плином часу гурт став включати в себе різні жанри важкої музики, що вилилося в самобутній проект, тому учасники гурту відішли від ідеї дебютного альбому.

## Музичний стиль
Гурт став популярним завдяки поєднанню жанрів брутального дезкору, маткору та downtempo, що дало характерний звук і стиль.

## Учасники
- Максим Коваленко — Вокал
- Олексій Переверзев — Гітара
- Гула Сергій — Бас
- Вадим Матийко — Барабани

### Колишні учасники
- Сергій Романкин — Барабани
- Володимир Перегинець — Барабани

- Ігор Корсаков — Бас

## Дискографія
Студійні альбоми
- To the Perfect Form of Modern Species (2012)
- The Apogee (2014)
- Primal Entropy (2020)

Міні-альбоми
- Satyriasis XXI (2010)

## Відеографія
- War Precursor (2012)
- Such a Beautiful Failure (2013)